# Microrégion de Marília
La microrégion de Marília est l'une des deux microrégions qui subdivisent la mésorégion de Marília de l'État de São Paulo au Brésil.
Elle comporte 13 municipalités qui regroupaient 330 234 habitants en 2010 pour une superficie totale de 4 863 km².

## Municipalités[1]
- Álvaro de Carvalho
- Alvinlândia
- Echaporã
- Fernão
- Gália
- Garça
- Lupércio
- Marília
- Ocauçu
- Oriente
- Oscar Bressane
- Pompeia
- Vera Cruz